# Aimé Bonna

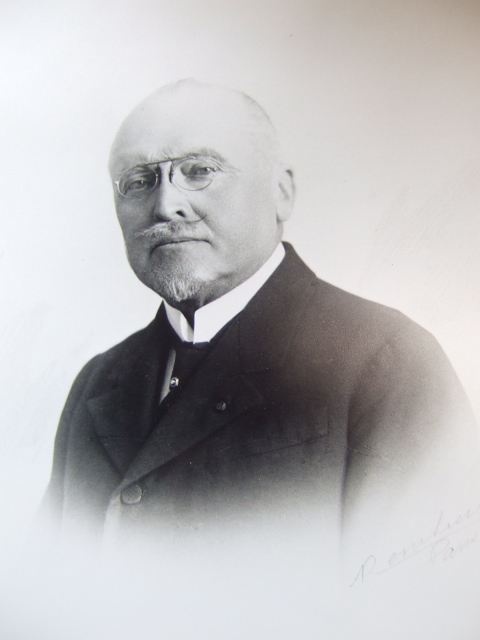
Aimé Bonna

Aimé Bonna (* 15. Februar 1855 in Anor, Département Nord; † 18. November 1930 in Achères, Yvelines) war ein französischer Ingenieur und Unternehmer. Bekannt wurde er als Erfinder von Stahlbetonrohren.

## Biographie

### Stahlbetonrohre
Aimé Bonna ließ 1893 ein Verfahren patentieren, um mit traditionellen Gusseisenrohren oder Blechrohren zu konkurrieren. Hierbei handelte es sich um ein Rohr, das aus einem Stahlrohr (Blechkern) bestand, das innen mit Beton beschichtet war und außen mit einer Stahlbetonkonstruktion. Die Durchmesser reichten von 400 mm bis 3200 mm.
Er gründete außerhalb von Paris eine eigene Firma, die in den Städten Achères und Conflans-Sainte-Honorine (in der Ortschaft Ambleville und auf der ehemaligen île au bac) für das Abwasseraufbereitungsprojekt in Paris unter der Leitung des Ingenieurs Georges Bechmann Rohre herstellte.
Die Hauptschlagader des zu bauenden Netzes bestand aus einem 5 km langen unterirdischen Abwasserrohr mit 3 m Durchmesser, das von Clichy nach Triel-sur-Seine die Seine bei Gennevilliers und schließlich am Massif de l’Hautil bei Conflans-Sainte-Honorine in die Oise floss. Das Abwasser wurde über die Felder von Achères geleitet und überquerte die Seine bei Herblay, Pierrelaye und Méry-sur-Oise, Carrières-sous-Poissy und Triel-sur-Seine.
Zwischen 1894 und 1924 produzierte und installierte sein Unternehmen allein für die Stadt Paris rund 300 Kilometer Rohre, darunter auch solche, die den landwirtschaftlichen Park der Achères-Ebene bewässerten. Es beschränkte sich nicht auf die Belieferung von Paris und verkaufte seine Produkte auch in der Provinz und im Ausland (Belgien, Großbritannien, Spanien).

### Parc agricole d’Achères mit Decauville-Bahn

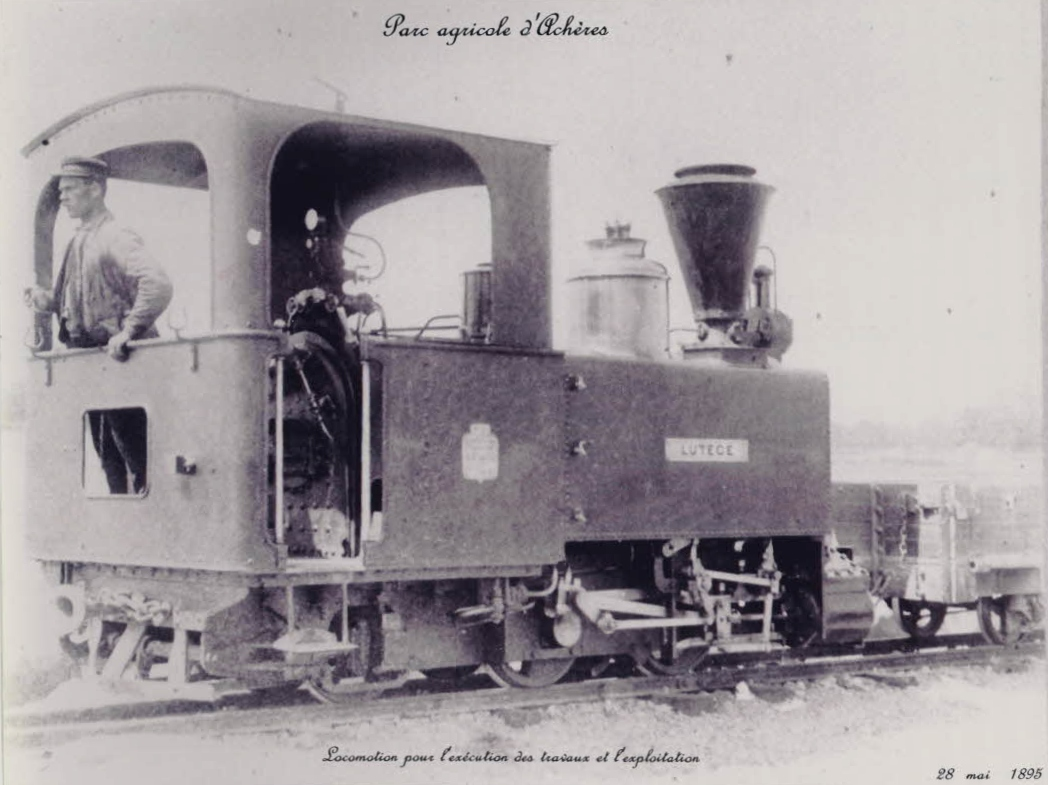
Lutèce, 0-4-2T-Decauville-Lokomotive N° 159 von 1892, ex Tramway de Pithiviers à Toury, im Landwirtschaftspark von Achères.

Aimé Bonna beteiligte sich außerdem an einem weiteren Projekt der Stadt Paris: Er erwarb dafür 800 Hektar Land in der Ebene von Achères, auf denen er Zuckerrüben zur Alkoholherstellung anbaute. 1896 gründete er eine Raffinerie und Destillerie namens „La Lutèce“. Sie befand sich auf dem heutigen Gelände der Firma Bonna-Sabla in der Ortschaft Ambleville und wurde inzwischen abgerissen. Um den Transport der Produktion zu gewährleisten, baute er zwischen der Ebene von Achères und dem Bahnhof Achères-Grand-Cormier eine Decauville-Bahn, auf der die Zuckerrüben mit der von der Tramway de Pithiviers à Toury stammenden 0-4-2T Decauville-Lokomotive N° 159 von 1892 transportiert wurden.

### Englischer Garten von Fromainville

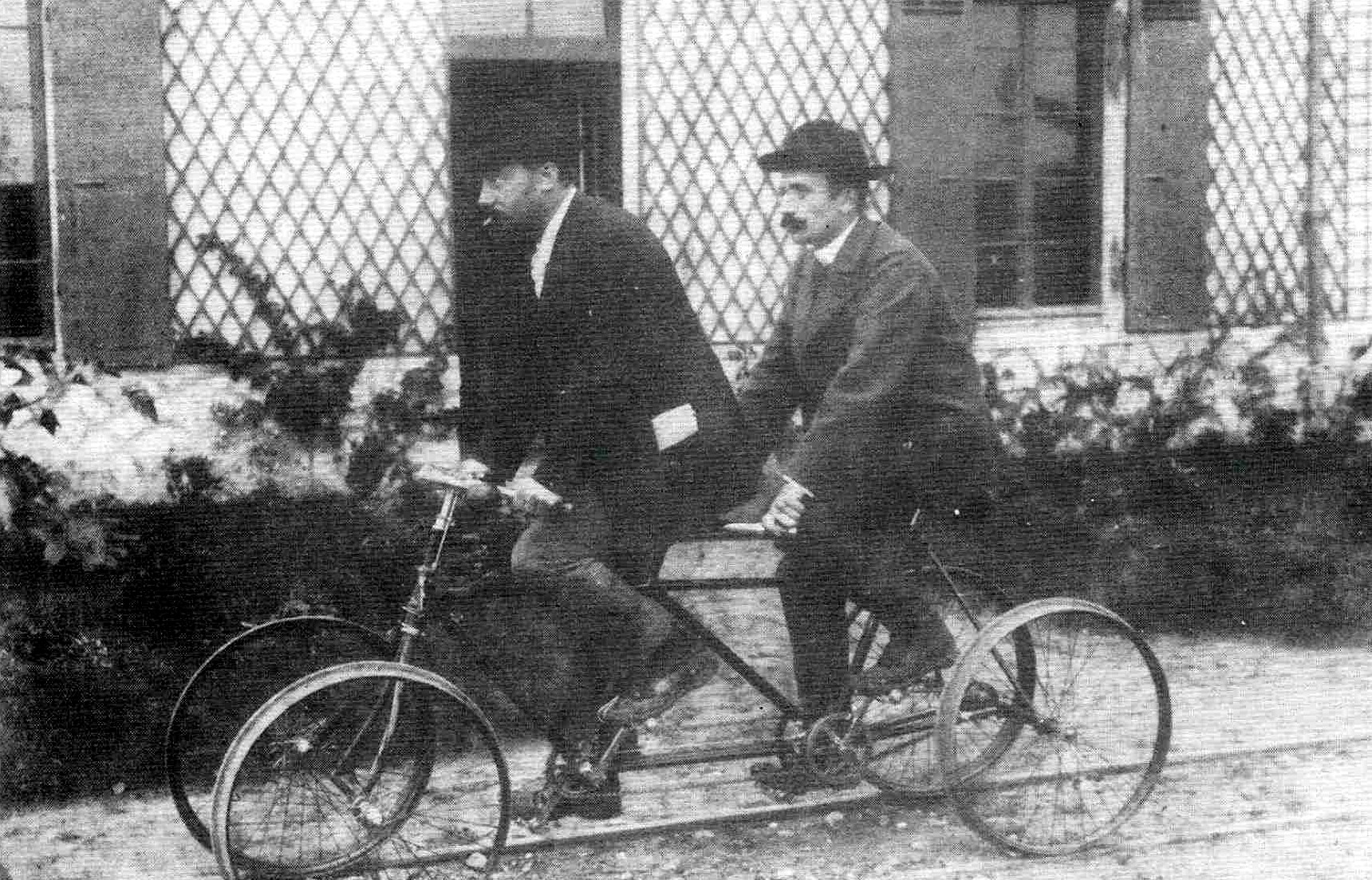
Vierrädriges Miet-Tandem zur Erkundung des Parks

Er entwickelte den Tourismus in diesem landwirtschaftlichen Park, indem er bei Herblay den Englischen Garten von Fromainville schuf. Der Park konnte von den Besuchern auf vierrädrigen Miet-Tandems erkundet werden. Dort wurden auch Auto-Wettrennen organisiert, darunter der Rekord von 29. April 1899 mit dem berühmten Elektroauto Jamais Contente mit einer Rekordgeschwindigkeit von 105,882 km/h.
1924 verkaufte er sein Unternehmen an die Compagnie Générale des Eaux, aus der die Société des tuyaux Bonna hervorging.

### Sainte-Thérèse-de-l’Enfant-Jésus-Kirche
Der Bau einer Stahlbetonkirche, den er aus seinem Vermögen finanzierte, war 1929 seine letzte Herausforderung. Aimé Bonna war kinderlos und beschloss, auf eigene Kosten die Sainte-Thérèse-de-l’Enfant-Jésus-Kirche im Art-déco-Stil in Hirson zu errichten. Er erwarb das Land, finanzierte den Bau und überwachte die Bauarbeiten, die am 3. Oktober 1929 begannen. Er starb am 18. November 1930 in Achères, sechs Monate vor Abschluss seines letzten Werkes. Seine sterblichen Überreste wurden vor seiner Beerdigung in der Pfarrkirche Notre-Dame de la Ville in dem unvollendeten Gebäude aufgebahrt.